# Plurinacionalismo
Plurinacionalismo é definido como a coexistência de dois ou mais grupos nacionais isolados ou preservados em uma entidade política.No plurinacionalismo, a ideia de nacionalidade é plural, isto é, há muitos nacionais na mesma comunidade ou grupo de pessoas. Derivado deste conceito, um Estado plurinacional é marcado pela existência de múltiplas comunidades políticas e assimetria constitucional. A plurinacionalidade surge no centro das reivindicações produzidas no cerne das disputas e contextos de seus respectivos países; sendo assim, o plurinacionalismo evidencia as desigualdades existentes em suas respectivas sociedades, busca assim conciliar as diversas  demandas existentes, a partir da reestruturação do Estado a fim de formar uma sociedade menos verticalizada e que paute a sua construção na coexistência de diferentes grupos.
Um Estado plurinacional é a organização política e jurídica de uma sociedade em várias nações unidas em somente um Estado com um governo representativo plurinacional, e estão sujeitas a uma única Constituição política. O Estado plurinacional se forma através de uma descentralização política e administrativa, onde o sistema administrativo é culturalmente heterogêneo e permite a participação de todos os grupos e setores sociais.

## Conceito

### Histórico-social
O conceito de plurinacionalismo perpassa, de forma fundamental, pela reformulação de características básicas do Estado Moderno. Esta forma de Estado depende da combinação e coexistência de ideias distintas de nação, não somente no âmbito cultural, como nos âmbitos político e econômico. 
Este debate pode ser observado a partir de casos existentes, onde a construção do plurinacionalismo pode ser constituído desde formas de pensamento marginalizadas, advindas do sul global, ou ainda, até de novas adequações de estruturas preexistentes e particulares; reescrevendo completamente a relação nação-estado, devido à confluência de duas ou mais estruturas de nação em um mesmo estado e território. Nesse sentido, faz-se fundamental para a construção de um Estado plurinacional: A interculturalidade, o direito à autodeterminação, a luta pela igualdade.
Tendo isso em vista, se mostra obrigatória a construção coletiva de novos mecanismos constitucionais para uma convivência respeitosa e colaborativa entre os diferentes grupos étnicos que o compõe, desconstruindo desse modo a verticalidade presente no estado ao compreender a heterogeneidade que há em sua composição. Assim, podemos tomar enquanto elementos fundamentais de um estado plurinacional então ser plural, descentralizado e autônomo.

### Luta pela igualdade
No cerne do debate acerca do plurinacionalismo encontra-se a luta pela igualdade entre os diferentes grupos étnicos e minorias que estão contidos no Estado-nação. De acordo com autores como Boaventura de Souza Santos, a luta pela igualdade é fundamentalmente a luta pelo reconhecimentos das desigualdades e diferenças presentes em suas respectivas sociedades. Dessa forma, a busca pela igualdade perpassa pela luta por direitos de grupos subalternos e, consequentemente, a disputa entre direitos coletivos e individuais.

### Interculturalidade
A interculturalidade é uma característica do Plurinacionalismo e pauta-se na existência de uma cultura compartilhada que afeta os indivíduos tanto no âmbito cultural quanto político. A interculturalidade é, sobretudo, aquilo que une a sociedade plurinacional. Trata-se, assim, das bases pelas quais essas sociedades  se organizarão, sendo de natureza única e particular de cada país. O plurinacionalismo não é, no entanto, culturalmente neutro, sendo essa uma característica que poderia legitimar a cultura das classes dominantes ou afetar diretamente a relação entre os povos que a compõe com a memória coletiva e o passado que os interligam.

### Importância de saberes outros
Na busca pela igualdade e reconhecimento das diferenças existentes no cerne das discussões para a construção de um estado Plurinacional, encontra-se a chamada Ecologia dos Saberes, sendo este o reconhecimento das diferentes formas de construção de conhecimento coexistentes em um país, conhecimentos estes que podem advir de diferentes camadas sociais ou grupos étnicos, como o caso de uma educação popular, a qual pode trazer novos valores e experiências para além dos meios de educação tradicionais. Muitas das vezes este é um aspecto apontado como fundamental na reconstrução do Estado e na garantia do direito de autodeterminação, base para o Plurinacionalismo.

### Jurídico
O reconhecimento de um Estado plurinacional implica uma reestruturação do poder no Estado. O poder, sob a lógica do Estado-nação, reside na nação hegemônica-dominante. Portanto, as estruturas estatais e de poder se constroem em torno da nação hegemônica. A partir de uma perspectiva plurinacional, o poder se reestrutura e esse se compartilha entre as distintas nações que habitam em um país. Assim, as nações têm direito a serem parte da estrutura estatal e obter representação nela. Um exemplo da reestruturação e compartilhamento de poder em um Estado plurinacional é a existência de congressos com cadeiras reservadas a povos originários; a existência de tribunais constitucionais e poderes judiciários plurinacionais (com juízes que representem às distintas nações e apliquem seu próprio direito, sob uma perspectiva de pluralismo jurídico). Inclusive, pode-se falar de um poder executivo plurinacional, onde certos postos de governo (ministros, secretários gerais, etc.) estejam reservados para funcionários das distintas nações que compõem um território. 
Um Estado plurinacional tem como características jurídicas as seguintes:
1. Reconhecimento jurídico das distintas nações que compõem um Estado e a outorga de direitos políticos. Em contraposição à ideia de Estado-nação, reconhece-se que são distintas as nações que compõem um país. Este reconhecimento deve vir acompanhado de direitos políticos das nacionalidades reconhecidas, tais como o direito à livre determinação e à territorialidade; que as instituições próprias de cada nação formem parte da estrutura geral do Estado; a propriedade intelectual coletiva dos seus saberes, ciências e conhecimentos, assim como a sua valorização, uso, promoção e desenvolvimento; a educação intracultural, intercultural e plurilíngue em todo o sistema educativo; o exercício dos seus sistemas políticos, jurídicos e econômicos em acordo com a sua cosmovisão; a gestão territorial indígena autônoma e a participação nos órgãos e instituições do Estado.
2. Reconhecimento do pluralismo político. O Estado reconhece que as distintas formas de eleição que tem as distintas nações que compõem um território são válidas e lhes confere eficácia jurídica. Nesse ponto, concebe-se que o mecanismo através do qual as nações elegem suas autoridades políticas são democráticas em si mesmas. O modelo de eleição mediante o voto universal, dessa maneira, não se concebe como o único válido.
3. Reconhecimento do pluralismo econômico. Nesse âmbito, se reconhece que, dentro de um país, com base na territorialidade de cada nação, podem e devem coexistir distintos modelos econômicos e de desenvolvimento. Assim, coexistem concepções de propriedade privada, com a propriedade coletiva ou a propriedade comunal, todas elas protegidas constitucionalmente. Dessa forma, os modelos econômicos comunitários são protegidos de acordo com as concepções econômicas de cada nação integrante do Estado.
4. Reconhecimento do pluralismo jurídico. As Constituições reconhecem que são distintas as fontes do Direito, para além das concepções clássicas do direito romano-germânico. Portanto, o direito “oficial” do Estado coexiste com os demais sistemas jurídicos de outras nações. Por exemplo, um Código Penal ou Civil aprovado pelo Congresso coexiste ou não seria aplicável no âmbito territorial de outra nação que desenvolve seu próprio sistema jurídico consuetudinário. A pluralidade jurídica deve ser plena, sem uma tendência à predominância ou assimilação do direito “oficial”.
5. Interculturalidade como princípio constitucional. As relações jurídicas, políticas, econômicas, sociais, educativas e sanitárias, entre outras, são embarcadas dentro do conceito de relações interculturais. As culturas das distintas nações que compõem um território se encontram em condição de igualdade, dado que não existe predominância de uma sobre a outra - a relação entre culturas transforma-se de vertical para horizontal. Os conhecimentos, tradições, manifestações, etc., de todas as nações se encontram em condição de igualdade, tendo em vista que o diálogo e o intercâmbio de conhecimento se dá no nível intercultural, do diálogo entre iguais.

## Estado Plurinacional e Estado Pluricultural
O Estado Plurinacional é diferente do Estado Pluricultural. O Estado Pluricultural é uma construção própria do constitucionalismo europeu, através do qual se buscou dar solução aos conflitos territoriais e culturais próprios das democracias posteriores à Segunda Guerra Mundial. Assim, o modelo de Estado Pluricultural se constrói sobre a ideia de Estado-nação: uma única Nação que compõe o Estado, mas com diferentes culturas. Sob esse conceito, as diversas culturas nacionais teriam que se assimilar à Nação. Dessa maneira, não se reconhece a existência de diferentes Nações, mas sim de diferentes coletividades que requerem direitos coletivos políticos próprios. O modelo de Estado Pluricultural tende para o assimilacionismo por parte da identidade nacional.

### Exemplos de Estados Pluriculturais
- Américas

1. Confederação Peru-Boliviana (Se considera que a Confederação Peru-Boliviana como um antigo Estado plurinacional, já que ela respeitava a heterogeneidade identitária dos povos indígenas e sua organização, bem como reconhecia sua luta por defender seus modos de vida ancestrais. Isso contrastava com o “proyecto nacional-criollo” homogenizador que empreenderam partes das elites do Peru e da Bolívia[4]. Estas repúblicas indígenas, denominadas como “repúblicas de índios”, eram territórios que formavam parte da Confederação, mas que desfrutavam de uma grande autonomia, com respeito a sua identidade cultural, crenças religiosas, costumes e sua própria cosmovisão. Elas podiam estabelecer seus próprios tribunais, nomear seus próprios prefeitos dentro do seu território e arrecadar seus próprios impostos[5].)
2. Canadá

- Ásia

1. China
2. Índia

- África

1. Nigéria

- Europa
  1. Rússia (A Constituição da Federação Russa se refere tanto no seu preâmbulo como no seu artigo 3 a um “povo multinacional”, um termo análogo ao adotado tanto pela Bolívia como pelo Equador. Contudo, diferentemente dos Estados plurinacionais do Equador e da Bolívia, o Estado russo não reconhece direitos políticos coletivos a suas distintas etnias nacionais. Nesse caso, o que se encontra é o reconhecimento de uma multiplicidade de nações, mas não de um suposto Estado plurinacional, tendo em vista que carece do pluralismo político, econômico e jurídico, da territorialidade e da outorga de direitos coletivos a suas nações.)
  2. Espanha (A Espanha reconhece a presença de outras nacionalidades dentro da nação espanhola[6]. Ela se fundamenta, no entanto, no conceito do Estado-nação: apesar de reconhecer a existência de diversas nacionalidades dentro do seu território, não especifica quais são elas, nem as outorga direitos políticos coletivos. As comunidades autônomas que integram o Estado espanhol estão sujeitas jurídica, política e economicamente ao Estado central, com a ausência de pluralismo, interculturalidade e concessão de espaços políticos de poder às distintas nacionalidades no nível geral do Estado.
  3. Reino Unido (O Reino Unido é um Estado com múltiplas nações, contendo a Inglaterra, a Irlanda do Norte, a Escócia e o País de Gales. O Reino Unido possui uma significativa diversidade cultural, étnica, linguística, nacional e religiosa[7]. O país foi fundado sob o reconhecimento de suas diferentes Nações, inclusive com o compromisso constitucional de reconhecer essas diferenças no funcionamento do Estado[8]. Porém, isso não significou descentralização política, o governo reprimiu sistematicamente as iniciativas de nacionalismos paralelos à Nação, como o Irish Free State).
  4. Suíça (O caso da Confederação Suíça não se aplica ao conceito de plurinacionalidade, mas sim à pluriculturalidade, reconhecendo a diversidade linguística, cultural e social em seus territórios.)
  5. Bélgica (Na Bélgica, assim como na Suíça, não se reconhece a plurinacionalidade como tal, mas sim de comunidades dentro do próprio território belga (comunidade francesa, comunidade flamenga e comunidade de língua alemã), com a existência de quatro regiões linguísticas diferentes. Desse modo, o caso é de um Estado-nação pluricultural.)
- Outros países 
  1. Iugoslávia
  2. União Soviética

### Equador
O Equador se declara como um Estado Plurinacional com base na sua Constituição de 2008. Em seu 6º artigo, ela afirma que a nacionalidade equatoriana é o vínculo jurídico das pessoas com o Estado, sem haver prejuízo no seu pertencimento a nacionalidades específicas que coexistem no país. Neste sentido, no artigo 257, se garante a possibilidade de conformação de circunscrições territoriais indígenas e Afro-equatorianas capazes de exercer as competências do governo territorial autônomo correspondente, sendo regidas de acordo com os direitos coletivos estabelecidos no país. A Constituição equatoriana também reconhece direitos territoriais e políticos, afirmando, em seu artigo 60, a legitimidade de comunas que tenham propriedade coletiva da terra, dado que esta é uma forma ancestral de organização territorial.

### Bolívia
O caso da construção do Estado Plurinacional Boliviano destaca-se, sobretudo, pela proeminência dos movimentos sociais, particularmente das organizações indígenas, ao centro do processo. É de suma importância ter em vista o momento histórico que gerou as bases para o plurinacionalismo boliviano. O contexto político do país pode ser descrito particularmente como um período de crise, tanto uma crise Estatal, quanto uma crise fiscal e uma crise da representação política. 
O contexto boliviano contava necessariamente com uma impossibilidade política de alcançar uma representação satisfatória de camadas da população, sobretudo camadas historicamente marginalizadas, tendo em vista a continuidade do processo colonialista, o qual, fortemente presente na História da região, mostra-se enraizado em práticas e medidas atuais. 
As inerentes desigualdades produzidas ao longo do tempo agravaram-se de forma evidente a partir da implantação de medidas neoliberais na Bolívia e um amplo processo de privatizações, responsáveis por gerar uma profunda crise fiscal, aprofundando a desconfiança por parte das classes menos favorecidas da sua sociedade. Tal desconfiança de camadas da população ocasionou uma grave crise na correspondência entre o Estado e as culturas populares.
Observa-se consequentemente uma queda na adesão das massas ao Governo, além das constantes iniciativas de bloqueios de estradas e greves por parte da população, aprofundados pelas guerras da água e do gás, processos fundamentais para o aumento do descontentamento da população e do apoio às propostas de nacionalização das empresas anteriormente privatizadas pelos governos neoliberais, medidas reivindicadas particularmente pelos movimentos sociais indígenas e de trabalhadores urbanos e camponeses. O citado processo, em conjunto aos diversos escândalos de corrupção, foi responsável por minar a legitimidade dos respectivos governos que se sucederam anteriormente à chegada de Evo Morales ao poder.
Na égide do processo de luta por direitos e posteriormente de criação de um Estado Plurinacional encontra-se a organização dos movimentos indígenas, proeminentes no contexto boliviano a muito tempo e, particularmente, tendo um grande fortalecimento a partir dos anos 1970-1980, seja por meio do movimento Katarista, nomeado a partir da figura de Tupac Katari, quanto por meio das organizações sindicais indígenas, na figura de grupos como a Confederação Sindical Única de Trabalhadores Campesinos de Bolívia (CSUTCB), a Conselho Nacional de Ayllus e Markas do Qullasuyu (CONAMAQ), além da organização do Movimento ao Socialismo (MAS), partido político tendo como candidato Evo Morales.
A organização dos movimentos indígenas desempenhou, segundo Luís Tapia, uma tripla função: a unificação interna das diversas populações indígenas em território boliviano, na unicidade interétnica e, não menos importante, as organizações sindicais indígenas tiveram o objetivo de aumentar a presença destas camadas da população na sociedade civil e nos espaços políticos, reforçando o poder destas camadas sociais marginalizadas na política boliviana.
Tendo em vista o contexto de crise vivenciado no Estado boliviano, a construção do Plurinacionalismo passa a significar uma reforma na relação entre o Estado e a sua multiculturalidade. Esta construção pauta-se em três ideias centrais: reconhecimento recíproco de direitos e deveres; continuidade histórica; e a ideia de consentimento. 
 Dessa forma, pode-se dizer que a construção Plurinacional boliviana é baseada na convivência dos diferentes grupos étnicos, partindo do reconhecimento das leis vigentes, consentidas por ambas as partes e consideradas justas entre as formas de governo tradicionais e as formas de organização e governo comunitárias, reconhecendo o passado de exploração e marginalização imposta a esses grupos e por tal, suas demandas sociais.
Outros dois aspectos que se mostram particularmente importantes para a formulação do Plurinacionalismo boliviano e para as pautas indígenas são as seguintes: a relação entre o governo e o uso de recursos naturais; e a vinculação entre os diversos grupos étnicos com o território onde vivem ou reivindicam, a chamada “neoterritorialidade”, sendo este um grande ponto de disputa e reivindicação. É descrita a divisão político-administrativa do país em três níveis: As autoridades locais (autonomias indígenas), Autoridades intermediárias (regiões) e por fim o Estado Plurinacional.
No preâmbulo da Constituição boliviana, estão citadas as diversas nações e povos indígenas que conformam o Estado com diversidade cultural. Assim, se confirma a composição plural que constitui de forma conjunta o povo boliviano. Além disso, há diferentes direitos coletivos reconhecidos às diversas nações bolivianas, como a livre determinação e territorialidade, a gestão territorial autônoma e o uso exclusivo dos recursos naturais renováveis presentes no seu território. 

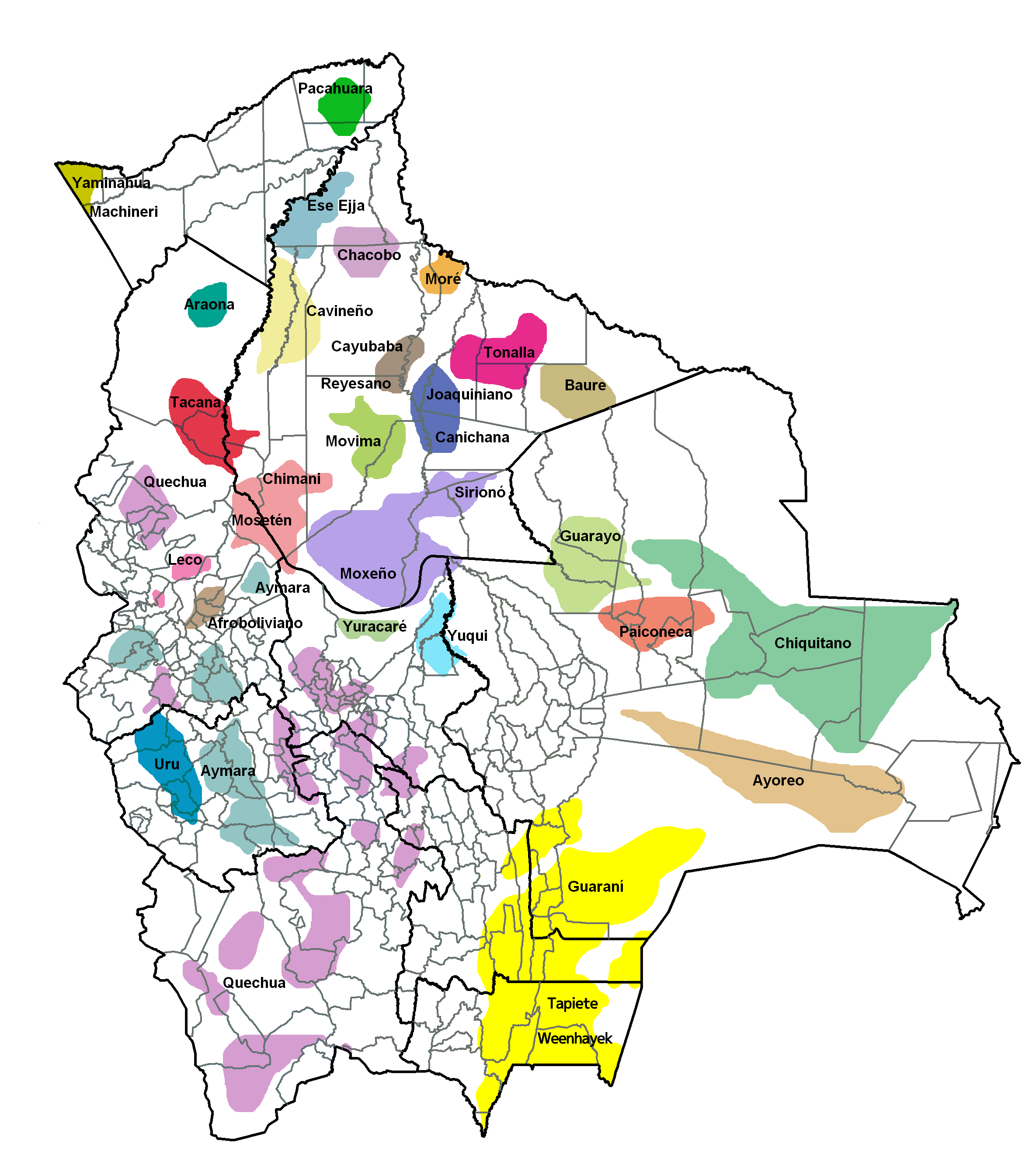
Grupos étnicos da Bolívia

### Diferenças de Estado Plurinacional e Estado Pluricultural
| Estado plurinacional               | Estado pluricultural               |
| ---------------------------------- | ---------------------------------- |
| Povos indígenas e/ou originários   | Comunidades                        |
| Nações                             | Minorias                           |
| Pessoa Jurídica de Direito Público | Pessoa Jurídica de Direito Privado |
| Território                         | Terra/direito de propriedade       |
| Direitos territoriais              | Propriedade comunal                |
| Interculturalidade                 | Hegemonia cultural                 |

No documento “Propuesta de lãs Organizaciones Indígenas, Originarias, campesinas y de Colonizadores hacia la Asamblea Constituyente” é possível encontrarmos muitas propostas e características que viriam a ser incorporadas à constituinte boliviana, sendo este um documento proposto por diversas organizações indígenas tais como: a CSUTCB, a CONAMAQ, a Federação Nacional de mulheres Campesinas de Bolívia “Bartolina Sisa” (FNMCB-BS), entre outros.
No referido documento é possível identificarmos algumas informações fundamentais na compreensão das reivindicações e acordos debatidos no momento de maior mobilização para a construção do Estado Plurinacional boliviano. Para os grupos e entidades envolvidas, a construção do Plurinacionalismo é observada como um modelo de organização política capaz de descolonizar as relações políticas e sociais que cercam as nações e povos indígenas, por garanti-los uma maior autonomia e controle tanto sobre seus territórios e recursos naturais, quanto por garantir que sua cultura e seus saberes tenham espaço no cenário político.
O referido documento descreve em seu projeto a Bolívia como um país independente, soberano livre, participativo, social e democrático, com um Estado que se caracteriza enquanto unitário, Plurinacional, dotado de rica variedade cultural, étnica e linguística. Apresentando-se ainda como um Estado descentralizado em autonomias de três tipos: autonomias territoriais indígenas e campesinas; em autonomias interculturais urbanas e autonomias regionais. Tal divisão deriva dos variados estilos de vida e dos diferentes usos dos espaços e territórios.
A proposta indica, ainda, valores do Estado boliviano, tais como a liberdade, a igualdade, o respeito à dignidade e vida humana, além de um olhar diretamente voltado aos direitos humanos e aos direitos coletivos, os quais deveriam ser apontados e defendidos pelo Estado. A partir do sistema democrático vigente, o qual é colocado como de modelo participativo e representativo, onde diferentemente de outros países, os povos indígenas possuiriam participação direta na política boliviana, a partir da construção de novos mecanismos de participação coletiva, aumentando o acesso destes povos ao ambiente político.
Assim com a criação de novos mecanismos, como, por exemplo, os conselhos comunais indígenas e as assembleias, buscava-se garantir ao povo o exercício da soberania e permitindo à população acompanhar e fiscalizar a execução e desenvolvimento das leis e medidas governamentais. Para tal, alguns dos principais mecanismos que deveriam garantir o poder popular seriam:
Entre os mecanismos de democracia participativa:
- Assembleia Constituinte;
- Referendos;
- Plebiscitos;
- Iniciativa legislativa cidadã;
- Revogação de mandatos;
- Veto popular;
- Conselhos comunais indígenas e populares;
- Assembleias comunais indígenas e populares;

Entre os mecanismos de democracia representativa:
- Eleição de representantes por voto universal e direto;
- Principio de revogação dos mandatos;
- Eleição de representantes de acordo com os costumes de povos indígenas originários e campesinos para os distintos níveis governamentais;

No âmbito religioso, o Estado boliviano é planejado enquanto um Estado Laico, com o reconhecimento da liberdade de culto. São ainda consideradas línguas Oficiais os idiomas indígenas de povos originários e o Castellano (Espanhol), tendo o Estado o dever de fomentar a difusão e ensino dos idiomas oficiais e, por fim, o documento destaca o dever de conhecer e falar as línguas oficiais da região ao possuir cargos públicos. 
Em relação aos poderes constitucionais o Estado boliviano apresentaria, segundo o documento, o poder Social Plurinacional, um poder político-administrativo autônomo respeitando os demais poderes e que teria a função de vigiar e denunciar quaisquer ações irregulares cometidos pelos demais poderes, sendo eleito por voto universal a partir da população residente nos níveis administrativos locais e intermediários do Estado.

#### Constituição
O texto da Constituição boliviana determina o país enquanto um Estado Unitário Social de Direito Comunitário, Livre, Independente e Soberano, fundado nos princípios da Pluralidade, do Pluralismo político econômico, jurídico, cultural e linguístico, no interior do processo de integração do país. No artigo de número dois, tendo em vista a continuidade histórica, são garantidos aos povos originários o seu direito de autodeterminação e sua autonomia acerca do uso de seus territórios, direito agora garantido perante a constituição.
O documento oficial garante ainda o direito à cidadania a todos os cidadãos bolivianos, incluindo cidadãos de origem indígena e afroboliviana, além de garantir a liberdade religiosa e de crenças espirituais a partir de suas respectivas cosmovisões. A Constituição oficializa a proposta de tornar as línguas de cada povo indígena da região parte das línguas oficiais do país, garantindo ainda, no inciso segundo do Artigo quinto a obrigatoriedade do uso de pelo menos duas línguas oficiais em todas as instâncias governamentais.
O Estado boliviano estabelece, ainda, enquanto princípios e valores, alguns aspectos de cosmovisão indígena, como o Viver bem, entre outros, em coexistência com outros valores, tais como a unidade, a inclusão e a dignidade humana, defendidos sob o objetivo final da construção de uma sociedade mais justa e harmoniosa, segundo consta no documento.
O texto dedica ainda espaço para temas como o uso responsável dos recursos naturais e o impulsionamento da industrialização no país, garantidos enquanto obrigações do Estado por meio do desenvolvimento da nação. Tema recorrente ao pensar as relações entre os povos Originários e o Estado, e, aqui garantidos constitucionalmente.

## Tentativas de criação de Estados Plurinacionais

### Chile
No Chile, o plurinacionalismo constitucional é um tópico de debate. O Plurinacionalismo não foi um conceito apresentado nas reformas constitucionais propostas pelo segundo governo de Michelle Bachelet (2014-2018), mas as reformas incluíam o reconhecimento dos povos indígenas do Chile. A proposta de Constituição Política da República do Chile de 2022 definia o Chile como “plurinacional”, mas essa proposta foi rejeitada por 61,89% dos votos em setembro de 2022. Segundo alguns analistas, justamente porque os povos indígenas compreendem apenas 12% da população chilena, foi o motivo que foi recusada a plurinacionalidade. A criação de uma “região plurinacional” no sul do Chile foi proposta por alguns acadêmicos e ativistas como a solução para o conflito mapuche.
O plurinacionalismo foi criticado por José Rodríguez Elizondo, diplomata chileno, por ser usado para avançar as reivindicações bolivianas contra o Chile por acesso soberano ao Oceano Pacífico

Representação usada no sistema educativo chileno sobre a distribuição dos principais povos indígenas do Chile.

### Brasil
No Brasil, existe também o debate sobre o plurinacionalismo constitucional, baseado no mesmo modelo que do Chile e da Bolívia, e do plurinacionalismo federativo, o qual uniria tanto o modelo federativo brasileiro com o modelo plurinacional da Bolívia. A ideia já foi e é apoiada por diversos grupos indígenas e partidos de esquerda no Brasil. Porém o principal motivo da ideia não ir pra frente é devido ao Artigo 60 do Parágrafo 4 da constituição que não permite mudanças no modelo federativo brasileiro. Mesmo assim, o debate sobre a adoção de um modelo plurinacional no Brasil continua. Enquanto há movimentos indígenas que apoiam a ideia, há também outros grupos que apontam que tal ideia é inconstitucional e que violaria as clausulas pétreas da constituição de 1988, além de abrir margem para o separatismo indígena e para o separatismo quilombola no Brasil. Citações Necessárias
Outro debate também acerca do plurinacionalismo brasileiro está na questão de incluir ou não os imigrantes, como o caso dos venetos brasileiros, dos pomeranos brasileiros e dos japoneses brasileiros. O que é apoiado por diversos grupos e movimentos relaciados aos mesmos. Apesar de não haver uma posição clara e definitiva dos grupos plurinacionalistas que apoiam tanto o modelo do plurinacionalismo constitucional e do plurinacionalismo federativo. Citações Necessárias